# Échelle Horsfall–Barratt
L' Échelle Horsfall–Barratt est un système utilisé en pathologie végétale pour évaluer les maladies des plantes dans lequel on attribue à chaque plante une valeur numérique en fonction du pourcentage de la surface foliaire présentant des symptômes de la maladie. L'échelle Horsfall-Barratt a été conçue pour compenser l'erreur humaine dans l'interprétation du pourcentage de surface foliaire atteinte et dans l'estimation de l'importance de la maladie présente.
L'échelle se présente ainsi :
| Index | Pourcentage de la surface foliaire affectée | Écarts |
| ----- | ------------------------------------------- | ------ |
| 1     | 0 %                                         | 0      |
| 2     | 0 à 3 %                                     | 3      |
| 3     | 3 à 6 %                                     | 3      |
| 4     | 6 à 12 %                                    | 6      |
| 5     | 12 à 25 %                                   | 12     |
| 6     | 25 à 50 %                                   | 25     |
| 7     | 50 à 75 %                                   | 25     |
| 8     | 75 à 87 %                                   | 12     |
| 9     | 87 à 94 %                                   | 6      |
| 10    | 94 à 97 %                                   | 3      |
| 11    | 97 à 100 %                                  | 3      |
| 12    | 100 %                                       | 0      |

L'échelle est souvent utilisé sous une forme modifiée avec des valeurs d'index de 0 à 11 ou avec des nombres différents de points d'index.
Ainsi, l'université du Dakota du Nord a créé une échelle modifiée, avec 10 catégories d'index, pour évaluer l'importance d'attaques de fusariose sur des épis de blé.